# Panorama Guizhou International Women
La Panorama Guizhou International Women (oficialmente: Panorama Guizhou International Women's Road Cycling Race y en mandarín: 全景贵州女子国际公路自行车赛) es una carrera ciclista femenina profesional por etapas que se disputa anualmente en la provincia de Guizhou en la República Popular China.
La carrera fue creada en el año 2018 y forma parte del Calendario UCI Femenino como competencia de categoría 2.2.

## Palmarés
| Año  | Ganador          | Segundo      | Tercero      |
| ---- | ---------------- | ------------ | ------------ |
| 2018 | Sheyla Gutiérrez | Daniela Gass | Hanna Tseraj |

## Palmarés por países
| País   | Victorias |
| ------ | --------- |
| España | 1         |